# Alfredo Hernández
Alfredo Hernández is een Amerikaanse drummer die het best bekend is van de stoner- en desertbands Kyuss, Queens of the Stone Age, Brant Bjork and the Bros en Yawning Man. Zijn stijl van drummen is jazzgeoriënteerd.
Hij is een muzikant uit de Palm Desert Scene.

## Biografie

### Dead Issue
Hernández begon zijn muzikale carrière in de band Dead Issue tijdens zijn schooltijd. De band bestond uit bassist Scott Reeder, drummer Hernández, gitarist Mario Lalli en gitarist/zanger Herb Lineau. De bandleden Lalli en Lineau speelden met hun zonen en Hernández op drum op 27 mei 2012 een benefietconcert in de Redwood Bar in Los Angeles te Californië onder ander het nummer 'America'.

### Across the River
Nadat Lineau de band verliet werd de bandnaam veranderd in Across the River. Mark Anderson versterkte de band als gitarist. Hernández beschreef de band als "een beest met bluesachtige beats met een scherp punkrockrandje eraan". De band heeft één demo opgenomen (N.O.) die nooit is uitgebracht. Het nummer N.O. werd later opnieuw opgenomen door de invloedrijke stonerrockband Kyuss voor het album Welcome to Sky Valley. Scott Reeder en Hernández speelden samen op het laatste album van deze band en de tournee die volgde tot de band in 1995 uiteen viel.

### Englenhook
Nadat Reeder als bassist bij Kyuss ging spelen voegde Hernández Mario Lalli Larry Lalli als bassist en Gary Arce als gitarist toe aan de band. Ze veranderen de bandnaam in 1987 in Englenhook. Met deze band werkten ze steeds meer toe naar het geluid wat uiteindelijk Yawning Man werd.

### Yawning Man/The Sort of Quartet
Yawning Man werd oorspronkelijk opgericht in 1986 door Hernández en Gary Arce. Ze begonnen met urenlange jams te spelen in het tweede huis van de ouders van de Lalli's (La Quinta, Californië) waar ze woonden en ook feesten gaven. Dit gebeurde eerst in de garage. La Quinta was onontwikkeld in tegenstelling tot tegenwoordig waardoor er weinig gelegenheden waren om op te treden. De bandleden gingen vaak naar Los Angeles om optredens bij te wonen van andere bands. Daar ontmoeten ze filmmaker en muzikant Dave Travis. Deze bracht het idee om concerten en feesten te geven in de woestijn. Later voegde Larry Lalli en Mario Lalli zich bij de band.
De band verhuisde al snel met hun optredens naar de woestijn. Hier werden ze vooral bekend om de marihuana gedreven instrumentale jams tijdens 'generator parties'. Het was de eerste band die hiermee begon. Een generator werd in de woestijn neergezet waarop alle instrumenten werden aangesloten. Dave Travis kwam in het begin met een bus vol mensen uit Los Angeles naar de woestijn om de band live te zien spelen. Later werden de "generator parties" ook een begrip in de omgeving.
Hun muziek had een sterke invloed op John Garcia, Josh Homme en Brant Bjork (die later de legendarische stonerrockband Kyuss vormden). Hernández speelde op het laatste album van Kyuss, ...And the Circus Leaves Town. Op dit album staat een cover van het nummer "Catamaran" van Yawning Man.
Yawning Mans muziek begon te muteren in vreemde loops met een bijna donker jazz- en punkgeluid (bebop). De naam van de band paste niet meer bij de muziek. De band veranderde de naam naar The Sort of Quartet. De band zag Frank Zappa, Eric Dolphy, Miles Davis, Black Flag en de Zuid-Amerikaanse ritmes als voorbeeld.
Hernández speelde op de albums Planet Mamon dat in 1995 werd uitgebracht, in 1996 Bombas de Amor en Kiss Me Twice I'm Schitzo.
In 2002 begon de band elkaar weer te zien. In 2005 werd onder de originele bandnaam het eerste album, de lp Rock Formations, uitgebracht op het Spaanse label Alone Records. Maanden later zou Pot Head, een vier nummers tellende ep, iets donkerder, met een zwaardere toon worden vrijgegeven. In 2006 werd Rock Formations opnieuw uitgebracht met een limited edition-bonus-dvd die is opgenomen in W2 club in Den Bosch (NL), op 17 juni 2005, tijdens hun Europese tour.
In 2008 werd het album Vista Point uitgegeven door de band. Het is een combinatie van de 'Rock Formations' en de 'Pot Head EP'.
In 2009 gaf de band de dubbel-cd The Birth of Sol (The Demo Tapes) uit. Het is een verzameling van 30 oude nummers die tussen 1986 en 1987 zijn opgenomen.
In 2010 kwam hun derde album Nomadic Pursuits uit.
In 2013 kwam het splitalbum met Fatso Jetson Yawning Man & Fatso Jetson Split uit en toerde beide bands door Europa.

### Kyuss
Hernández voegde zich in 1994 bij de stonerband Kyuss. Hij verving drummer Brant Bjork, die om persoonlijke redenen de band verliet. Gitarist Josh Homme gaf aan dat Hernández de enige juiste keus was als drummer voor de band. Hij drumde op Kyuss' laatste album ...And the Circus Leaves Town voordat de band in oktober 1995 uiteenviel.

### Queens of the Stone Age
Hernández voegde zich na Kyuss bij de band Queens of the Stone Age. Hun eerste album kwam uit in 1998.

### Mondo Generator
Na Queens of the Stone Age voegde hij zich bij Nick Oliveri's band, Mondo Generator.

### Ché
In 2000 het album Sounds of Liberation op voor de band Ché met ex-Kyussdrummer en vrienden Brant Bjork en Dave Dinsmore. Sounds of Liberation is het enige album van de band, die na een korte tournee meteen ophield te bestaan. Hernández voegde zich bij Orquesta del Desierto en later bij Bjork's band Brant Bjork and the Bros voor hun album Somera Sól en de tournee in 2007.

### Vic du Monte's Persona Non Grata
Hernández speelde tot 2011 in Vic du Monte's Persona Non Grata met Chris Cockrell en James Childs. Met deze band nam hij drie album en twee ep's op en nam hij vanaf 2005 deel aan 10 tournees.

### Whiskey and Knives
Na met Jon Arnold en Kevin Smith in de band Family Butcher te hebben gespeeld besloot Hernandez zich aan te sluiten bij de band nadat hij ze live had zien spelen. Hij verving Erik Mountain. De band heeft een meer melodieuze aanpak dan in Family Butcher die de band Slayer als voorbeeld had.
Op 18 maart 2010 kwam hun eerste album Whiskey and Knives uit op het label Zodiac Killer Records.
Hernández is ook betrokken bij het project "Gusto" met Mike Neider en Dave Dinsmore, met wie hij in de band Ché heeft gespeeld en bands als Rawbone, Brave Black Sea en Family Butcher.

## Discografie
(Selectie)
| Jaar | Band                             | Album                             |
| ---- | -------------------------------- | --------------------------------- |
| 1986 | Across the River                 | N.O. (demo)                       |
| 1995 | Kyuss                            | ...And the Circus Leaves Town     |
| 1995 | The Sort of Quartet              | Planet Mamon                      |
| 1996 | Kyuss                            | Shine! (single)                   |
| 1996 | Kyuss                            | Into the Void (single)            |
| 1996 | The Sort of Quartet              | Bombas de Amor                    |
| 1996 | The Sort of Quartet              | Kiss Me Twice I'm Schitzo         |
| 1997 | Kyuss en Queens of the Stone Age | Kyuss/Queens of the Stone Age EP  |
| 1997 | Desert Sessions                  | Volumes 1 & 2                     |
| 1998 | Desert Sessions                  | Volumes 3 & 4                     |
| 1998 | Queens of the Stone Age          | Queens of the Stone Age           |
| 1999 | The Sort of Quartet              | Victim A La Mode                  |
| 2000 | Ché                              | Sounds of Liberation              |
| 2000 | Kyuss                            | Muchas Gracias: The Best of Kyuss |
| 2002 | Orquesta del Desierto            | Orquesta Del Desierto             |
| 2004 | Mondo Generator                  | III the EP                        |
| 2005 | Yawning Man                      | Rock Formations LP                |
| 2005 | Yawning Man                      | Pot Head EP                       |
| 2005 | Vic du Monte's Persona Non Grata | Idiot Prayer                      |
| 2007 | Mondo Generator                  | Dead Planet                       |
| 2007 | Brant Bjork and the Bros         | Somera Sól                        |
| 2007 | Vic du Monte's Persona Non Grata | Prey for the City                 |
| 2007 | Whiskey and Knives               | Whiskey and Knives                |
| 2008 | Vic du Monte's Persona Non Grata | Autoblond                         |
| 2008 | Yawning Man                      | Vista Point                       |
| 2009 | Yawning Man                      | The Birth of Sol (The Demo Tapes) |
| 2010 | Vic du Monte's Persona Non Grata | Barons & Bankers                  |
| 2010 | Yawning Man                      | Nomadic Pursuits                  |
| 2013 | Yawning Man                      | Yawning Man & Fatso Jetson Split  |

- Live at W2 Den Bosch. Netherlands. Dvd - Yawning Man, 2005